# Rob Wainwright

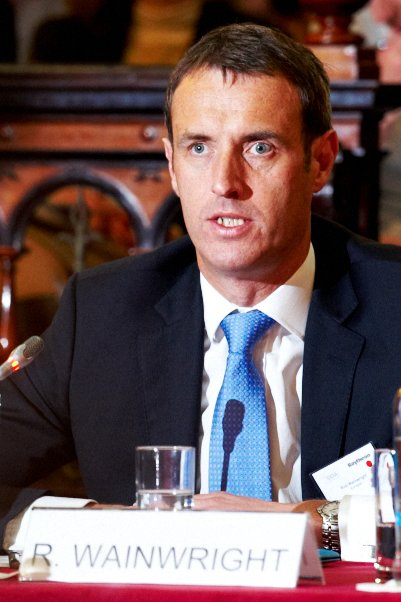
Rob Wainwright

Sir Rob Wainwright KCMG (* 1967 in Carmarthen, Wales, UK) ist ein britischer Kriminalist. Er war von April 2009 bis April 2018 Direktor von Europol in Den Haag.

## Karriere
Wainwright studierte an der London School of Economics und schloss 1989 mit dem BSc (Bachelor of Science) ab. Danach übte er verschiedene Management-Funktionen im UK Civil Service aus. Dort beschäftigte er sich mit organisierter Kriminalität, Terrorismusabwehr und nachrichtendienstlicher Analyse. Von 2000 bis 2003 war Wainwright Vorstand des britischen Verbindungsbüros bei Europol und gleichzeitig Leiter der nationalen britischen Europol-Einheit in London. 2003 wurde er zum Direktor für internationale Angelegenheiten des National Criminal Intelligence Service (NCIS) berufen, wo er für internationale Operationen und für die Entwicklung und Implementierung einer britischen Strategie gegen illegale Einwanderung zuständig war.
Anschließend versah er ab 2006 den Posten des Leiters der Internationalen Abteilung der britischen Serious Organised Crime Agency (SOCA). Damit wurde er für jährlich 20.000 polizeiliche Ermittlungen zuständig und führte sowohl eine internationale Strategie als auch neue Ermittlungskapazitäten ein.
Wainwright wurde im April 2009 zum Direktor von Europol ernannt. Er hatte das Amt bis April 2018 inne. Ihm folgte Catherine De Bolle, Generalkommissarin der Nationalpolizei des Königreichs Belgien.
Wainwright ist verheiratet und hat drei Kinder.